# NGC 702
NGC 702 is een balkspiraalstelsel in het sterrenbeeld Walvis. Het hemelobject werd op 20 september 1784 ontdekt door de Duits-Britse astronoom William Herschel.

## Synoniemen
- PGC 6852
- MCG -1-5-43
- Arp 75